# René Beuchel
René Beuchel (n. 31 de julio de 1973 en Dresde) es un futbolista alemán.
Juega en la posición de centrocampista. Comenzó su carrera en el Empor Tabak de Dresde, tras lo cual jugó hasta 1995 en el Dinamo Dresde en la Bundesliga. Después jugó en Eintracht Fráncfort (1995-1997), FSV Zwickau (1997-2000) y Dresdner SC (2000-2002). En 2002 regresó al Dinamo Dresde. En diciembre de 2007 su contrato fue rescindido.

## Estadísticas
- 56 partidos en la 1. Bundesliga, 49 con el Dynamo y 7 con el Eintracht, en los que marcó un gol
- 90 partidos en la 2. Bundesliga, 52 con el Dynamo, 19 con el Eintracht y 19 con el FSV Zwickau, en los que marcó 3 goles
- 96 partidos en la Regional liga, 48 con el Dynamo y 48 con el Dresdner SC, en los que marcó 13 goles
- Ganador de la copa de Sajonia con el Dynamo en 2003
- Ascenso a la 2. Bundesliga en 2004 con el Dynamo.

- Datos: Q875640